# Поляков, Михаил Владимирович
Михаил Владимирович Поляков (20 декабря 1883 года, Межирич, Екатеринославская губерния — 5 марта 1966 года, Киев) — советский физико-химик, доктор химических наук, профессор.

## Биография
Родился 20 декабря 1883 года в еврейской земледельческой колонии при селе Межирич Екатеринославской губернии в семье крестьянина. В 1901—1905 годах учился в хедере (еврейской начальной школе), в 1905—1908 годах — в русской четырёхклассной народной школе. В 1910—1914 годах прошёл экстерном курс в гимназии в Мариуполе. В ноябре 1914 года был призван в царскую армию, служил в Черноярском полке. С июня 1915 года по август 1918 года был в плену в Венгрии, где работал в дезинфекционной бане в Кашау на крахмальной фабрике, а затем свыше двух лет — в лагере для военнопленных в Дунасарбагели, в лагерной канцелярии. Именно пребывание в плену подтолкнуло М. В. Полякова к дальнейшим занятиям химией. После плена работал учителем в школе в Межириче.
С марта 1920 года — студент химического отделения факультета профессионального образования Екатеринославского института народного образования. В период с 1923 по 1927 годы — аспирант Л. В. Писаржевского при кафедре электронной химии Екатеринославского горного института. Проходил стажировку в лабораториях академиков В. Н. Ипатьева, Н. Н. Семенова и профессора Д. С. Рождественского. В 1928 году защитил аспирантскую работу на тему «Реакции перехода электронов в твердом состоянии». В период 1928—1931 годов — старший научный сотрудник Института физической химии и параллельно доцент Екатеринославского горного института. С 1931 по 1965 год — заведующий отделом взрывных (с 1946 года — цепных) реакций Института физической химии. В период 1931—1941 годов — заведующий кафедрой общей химии в горном институте.
В 1942 году защитил докторскую диссертацию на тему «Опытное обоснование теории гетерогенно-гомогенного катализа».
В период 1944—1946 годов — заместитель директора Института физической химии по научной работе. С 1944 года — заведующий кафедрой в Киевском Технологическом институте пищевой промышленности имени А. И. Микояна. В 1945 году М. В. Полякову было присвоено звание профессора.

## Научная деятельность
Создал и развил научное направление гетерогенно-гомогенный катализ. Именно с гетерогенно-гомогенным катализом, в основном газофазным, были преимущественно связаны его научные интересы.
Предложил механизм гетерогенно-гомогенного катализа. В соответствии с этим механизмом, на катализаторе, при его взаимодействии с реагентами, происходит зарождение активных частиц — радикалов или атомов, которые переходят в объём газовой или жидкой фаз и инициируют в ней радикально-цепной процесс. Предложенный им механизм был экспериментально доказан рядом исследований по окислению водорода и углеводородов кислородом.
Его работы по изучению механизмов горения и взрыва внесли значительный вклад в развитие и подтверждение теории цепных реакций и заложили основы дальнейшего развития учения о горении и взрывах. Работы в области адсорбции и адсорбентов на Украине были начаты под его руководством в Институте физической химии АН УССР в 30-е годы. В частности, им впервые была выдвинута идея формирования гелей со специфическими адсорбционными свойствами относительно веществ, в присутствии которых происходило гелеобразование. Эффект специфической модификации сорбентов и катализаторов получил название эффекта «аппликации» или эффекта «памяти».
В развитие идеи М. В. Полякова были теоретически обоснованы и разработаны средства матричного синтеза высокоспецифических дисперсных кремнеземов, предназначенных для выделения, разделения и очистки веществ близкого строения (molecular imprinting polymers, MIPs). Предложены эффективные методы синтеза аминосиликагелей, способных избирательно поглощать соединения кислого характера из сухой и влажной атмосферы.
В числе его учеников около двадцати кандидатов и два доктора хим. наук. Это один из основоположников адсорбционного направления на Украине — И. Е. Неймарк, основатель и первый заведующий кафедрой физической и коллоидной химии Ужгородского национального университета П. М. Стадник. а также кандидаты наук Т. П. Корниенко, Я. В. Жигайло, В. В. Шаля, М. А. Пионтковская и многие другие. Под руководством М. В. Полякова начинал свою научную деятельность и В. В. Стрелко — ныне академик НАН Украины, заместитель академика-секретаря отделения химии НАНУ, директор и основатель института сорбции и проблем эндоэкологии.

### Избранные научные публикации
Научные исследования М. В. Полякова освещены в более чем 200 научных трудах.
- Das Kontaktaktivieren des Wasserstoffs dusch Metalle // Naturwissenschaften. — 1927. — Iss. 26. — S. 539—540.
- Активування водню в контакті з паладієм // Вісті Укр. н.-д. ін-ту фіз. хімії. — 1929. — Т. 2. — С. 55 — 67.
- Адсорбционные свойства силикагеля и его структура // Журн. физ. химии. — 1931. — Т. 2, вып. 6. — С. 799—805.
- К вопросу о возможности перехода каталитической реакции с поверхности в объём // Журн. физ. химии. — 1932. — Т. 3, вып. 2 / 3. — С. 201—203.
- Изучение гетерогенно-гомогенного катализа Н2О2 в присутствии платины / М. В. Поляков, П. М. Стадник // Журн. физ. химии. — 1933. — Т. 4, вып. 4. — С. 449—453.
- К вопросу о механизме взрыва Н2 + О2 // Журнал физ. химии. — 1934. — Т. 5., вып. 7. — С. 958—965.

Об индуцированном окислении азота // Докл. АН СССР. — 1935. — Т. 4, вып. 1/2. — С. 33 — 34.
- Гетерогенно-гомогенный катализ С2Н4 + О2 / М. В. Поляков, Ф. М. Вайнштейн // Журн. физ. химии. — 1936. — Т. 8, вып. 4. — С. 576—583.
- К вопросу о природе полуострова воспламенения гремучей смеси / М. В. Поляков, И. Е. Неймарк // Журн. физ. химии. — 1938. — Т. 11, вып. 4. — С. 555—568.
- Kinetics of slow combustion of methane at low pressures / M. V. Poljakov, J. E. Neumark // Acta Physicochimica URSS. — 1938. — Vol. 9. — Iss. 1. — P. 188—196.
- The kinetics of the slow oxidation of hydrogen / E. Y. Neumark, L. P. Kuleshina, M. V. Poljakov // Acta Physicochimica URSS. — 1938. — Vol. 9. — Iss. 5. — P. 733—740.
- Погруженный капилляриметр — новая форма прибора для измерения поверхностного натяжения жидкостей в замкнутом пространстве // Журн. физ. химии. — 1940. — Т. 14, вып. 1. — С. 137—138.
- К вопросу о механизме взрыва горючих смесей / М. В. Поляков Л. А. Костюченко, Д. С. Носенко // Журн. физ. химии. — 1944. — Т. 14, вып. 3. — С. 115—120.
- Гетерогенно-гомогенные реакции // Успехи химии. — 1948. — Т. 17, вып. 3. — С. 351—369.
- Кинетика совместной полимеризации винилацетата и метилметакрилата / М. В. Поляков, Т. П. Корниенко // Докл. АН СССР. — 1948. — Т. 63, вып. 4. — С. 407—409.
- К вопросу о механизме «мягкого» катализа / В. В. Шаля, М. А. Пионтковская, М. В. Поляков // Докл. АН СССР. — 1950. — Т. 74, вып. 6. — С. 1113—1115.
- Исследование каталитического окисления аммиака / М. В. Поляков, В. И. Уризко, Н. П. Галенко // Журн. физ. химии. — 1951. — Т. 25, вып. 12. — С. 1460—1468.
- Дослідження кінетики окислення метану в формальдегід / В. І. Урізко, М. В. Поляков // Доп. АН УРСР. — 1953. — Вып. 6- С. 397—399.
- О влиянии катализатора V2O5 — SnO2` на кинетику реакции и состав неполного окисления пропан-бутана / М. В. Поляков, П. А. Шойхет // Докл. АН СССР. — 1953. — Т. 89, вып. 6. — С. 1057—1060.
- К вопросу о механизме неполного каталитического окисления этилена / М. А. Троценко, М. В. Поляков // Докл. АН СССР. — 1954. — Т. 96, вып. 1. — С. 115—117.
- Изучение превращения метанола в формальдегид в присутствии серебряного контакта / Т. П. Корниенко, М. В. Поляков // Укр. хим. журн. — 1958. — Т. 24, вып. 3. — С. 312—319.
- Изменение пористой структуры силикагеля под влиянием парообразных формователей / З. З. Высоцкий, М. В. Поляков // Докл. АН СССР. — 1959. — Т. 129, вып. 4. — С. 831—834.
- Влияние растворенных формователей на образование специфических адсорбционных свойств силикагеля / З. З. Высоцкий, Л. Ф. Дивнич, М. В. Поляков // Докл. АН СССР. — 1961. — Т. 139, вып. 6. — С. 1400—1402.
- Радиационная полимеризация стирола в присутствии твердых добавок / Ю. Н. Полищук, Т. П. Корниенко, М. В. Поляков // Пятая Украинская республиканская конференция по физической химии : реф. докл. — К. : Изд-во АН УССР, 1962. — С. 125.
- А. С. 191113 СССР, МПК 6 °C 09 °C 3/10. Способы прививки полимерных цепей к поверхности силикагеля / Ю. Н. Полищук, Ф. А. Ямпольская, М. В. Поляков, З. З. Высоцкий (СССР). — № 941051/23-5 ; заяв. 05. 02. 65 ; опубл. 14. 01. 67, Бюл. № 3.

## Награды
- Грамота Президиума Верховного Совета СССР (1945).
- Медаль «За доблестный труд в Великой Отечественной войне 1941—1945 гг.» (1945).
- Орден Ленина (1954).